# Vito Bonventre
Vito Bonventre (Castellammare del Golfo, 1º gennaio 1875 – New York, 15 luglio 1930) è stato un mafioso italiano.

## Biografia
Vito Bonventre, primo di nove fratelli (Giuseppa, Sebastiano, Francesca, Antonino, Angelica, Rosaria, Salvatore e Francesco), figlio di Gaspare e Rosa Domingo, emigrò negli Stati Uniti nel 1905 ed ottenne la cittadinanza americana nel 1919. Divenne un contrabbandiere di successo a New York negli anni del proibizionismo; aiutò Bonanno e il clan Magaddino nell'eliminazione della famiglia Buccellato, loro rivale. Successivamente rese i propri servizi di gangster alla famiglia mafiosa di Salvatore Maranzano durante la guerra castellammarese divenendo presto un target della fazione avversaria.
Bonventre viene ucciso dai sicari di Joe Masseria fuori dal proprio garage il 15 luglio del 1930.